# ザ・プロトフォーム・セッションズ
『ザ・プロトフォーム・セッションズ』(The Protoform Sessions)は作曲家のヴィンス・ディコーラ(Vince DiCola)によるサウンドトラックである。最初は〔ボットコン2001〕の会場限定盤としてのリリースだったが、現在では市販され入手が可能となっている。当アルバムは映画『ザ・トランスフォーマーズ： ザ・ムーヴィー』におけるミュージック・スコアの初期のデモ音源やアウトテイク、そして主題歌の別バージョン等のコレクションである。ヴィンス・ディコーラ自身による解説を含む"トランジッション"というイントロ・トラックが挿入されており、彼の説明によるとこれらの初期録音分は公開版の映画で使用されている楽曲の音楽機器より低品質の楽器にて制作されたという。

## トラック・リスティング
1. グリーティングス・フロム・ヴィンス / Greetings from Vince
2. ユニクロンズ・シーム (デモ) / Unicron's Theme (Demo)
3. トランジッション #1 / Transition #1
4. TF：TM タイトル・シーム (エド・フリューグ・ヴァージョン) / TF:TM Title Theme (Ed Fruge Version)
5. トランジッション #2 / Transition #2
6. TF：TM タイトル・シーム (ゲイリー・ファルコーネ・ヴァージョン) / TF:TM Title Theme (Gary Falcone Version)
7. トランジッション #3 / Transition #3
8. アタック・オン・ザ・シャトル (デモ) / Attack On The Shuttle (Demo)
9. トランジッション #4 / Transition #4
10. マトリクス・シーム / Matrix Theme
11. トランジッション #5 / Transition #5
12. デアー (ゲイリー・ファルコーネ・デモ) / Dare (Gary Falcone Demo)
13. トランジッション #6 / Transition #6
14. エスケイプ (デモ) / Escape (Demo)
15. トランジッション #7 / Transition #7
16. ノー・マーシィ (ザ・ムービー未使用楽曲) / No Mercy (unused TFTM song piece)
17. トランジッション #8 / Transition #8
18. イーヴル・デストロン・シーム (ザ・ムービー未使用楽曲) / Ｅｖｉｌ Decepticon Theme (unused TFTM song piece)
19. トランジッション #9 / Transition #9
20. レガシィ (デモ) / Legacy (Demo)
21. トランジッション #10 / Transition #10
22. ゴーン・フィッシン・スウィート / Gone Fishin' Suite
23. トランジッション #11 / Transition #11
24. アタック・オン・ザ・シャトル (ボットコン1997 コンサート・リハーサル・ヴァージョン) / Attack On The Shuttle (BotCon 1997 concert rehearsal version)
25. トランジッション #12 / Transition #12
26. デス・オブ・コンボイ・スウィート(ボットコン1997 コンサート・リハーサル・ヴァージョン)  / Death Of Optimus Prime Suite (BotCon 1997 concert rehearsal version)
27. トランジッション #13 / Transition #13
28. デアー・スウィート (ボットコン1997 コンサート・リハーサル・ヴァージョン) / Dare Suite (BotCon 1997 concert rehearsal version)

## トリヴィア
- "ザ・マトリクス"シームは、"デス・オブ・コンボイ"の中盤で聴くことが出来る。
- "ゴーン・フィッシン・スウィート"には"デアー"、"コラネイション"(Coronation)、"シティ・アンダー・シージ"(City Under Siege)となった箇所がある。
- "レガシィ (デモ)"はオリジナル版とほぼ同じだが、少し高いテンポと終盤で『トランスフォーマー』調の音声となる僅かな差異がみられる。

## 隠しトラック
- "デアー・スウィート"の後に『ロッキー4/炎の友情』のスコア・トラックである"ウォー"(War)と"モンタージュ"(Montage)の組曲演奏の隠しトラックがある。[1]

## 参照
1. ↑  “Vince DiCola Presents: The Protoform Sessions”.   tfwiki.net. 2012年3月19日閲覧。